# Cynodontium subsphaericarpum
Cynodontium subsphaericarpum är en bladmossart som beskrevs av Schultz 1828. Cynodontium subsphaericarpum ingår i släktet klipptussar, och familjen Dicranaceae. Inga underarter finns listade i Catalogue of Life.